# 小马尔什
小马尔什（法語：La Petite-Marche，法語發音：[la pətit maʁʃ]）是法国阿列省的一个市镇，位于该省西南部，和克勒兹省接壤，属于蒙吕松区。

## 地名
该地名来自日耳曼语词“marka”，意为中世纪的边区；其应该与马尔什行省无关，因为其并不位于马尔什对应的地区。

## 地理
小马尔什（46°11'37"N, 2°34'18"E）面积14.93 平方千米，位于法国奥弗涅-罗讷-阿尔卑斯大区阿列省，该省份为法国中部省份，北起涅夫勒省、西北接谢尔省，西南至克勒兹省，南至多姆山省，东南临卢瓦尔省，东临索恩-卢瓦尔省。
与小马尔什接壤的市镇（或旧市镇、城区）包括：孔布拉耶地区马尔西亚、马济拉、圣马塞尔-昂马尔西亚、泰尔雅、尚邦沙尔、埃沃莱班。
小马尔什的时区为UTC+01:00、UTC+02:00（夏令时）。

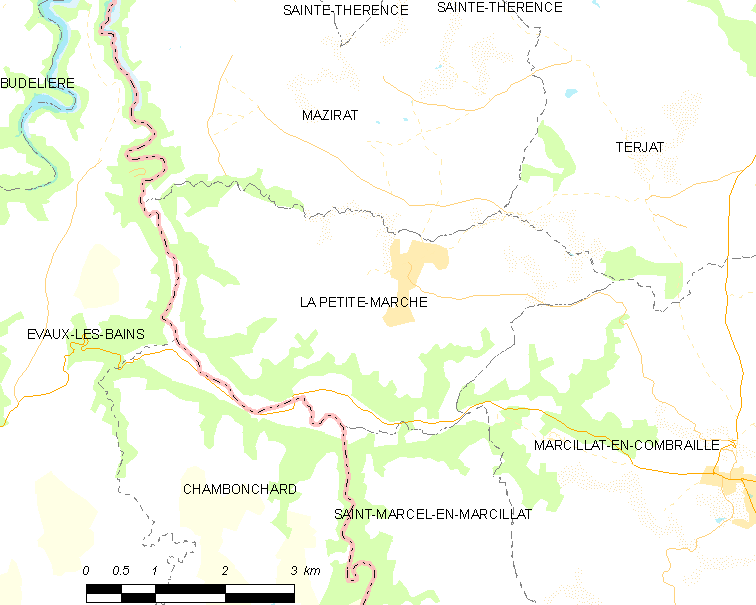
小马尔什的OSM定位图

## 行政
小马尔什的邮政编码为03420，INSEE市镇编码为03206。

## 政治
小马尔什所属的省级选区为蒙吕松第三县。

## 人口

1962-2008年间小马尔什人口变化图示

小马尔什于2022年1月1日时的人口数量为165人。